# Henry Thomas
 Der er flere personer med dette navn, se Henry Thomas (bokser).
Henry Jackson Thomas, Jr. (født 9. september 1971 i San Antonio i Texas i USA) er en amerikansk skuespiller. Han har medvirket i mere end 40 film, og er mest kendt for sin rolle som «Elliott» i Steven Spielbergs film E.T. fra 1982. 